# Phrynobatrachus alleni
Phrynobatrachus alleni és una espècie de granota que viu a Costa d'Ivori, Ghana, Guinea, Libèria, Nigèria i Sierra Leone.
Està amenaçada d'extinció per la pèrdua del seu hàbitat natural.